# Обідзінський Назар Григорович
Назар Григорович Обідзінський (1899 — † 1960) — поручник Армії УНР, актор драматичного театру.

## Життєпис
Народився в Києві в 1899 році. Навчався в реальному училищі у Києві. Навесні-влітку 1917 року в армії УНР. Мав декілька поранень у боях з денікінцями й більшовиками. Та після серії поразок, у кінці 1920 року був у числі 20 000 вояків армії УНР інтернований у Польщі.
Нагороджений хрестом Симона Петлюри за участь у збройній боротьбі за державність України від  головного отамана Симона Петлюри 1917–1921 рр" під № 975.
1922 року працює адміністратором «Українському Наддніпрянському народньому театрі» під орудою Т.Руденко. Взимку наприкінці 1939 року дає вистави як «Народний Театр Українського Освітнього Товариства в Холмі» під проводом Н.Обідзінського.
В кінці 1940-х років був доставлений до Німеччини, в табори примусової праці. Після закінчення Другої світової війни поміщений в табір для репатріантів, де знаходився до літа 1946 року. Влітку 1946 року репатрійованому актору дозволено було повернутися на Батьківщину, де він проживає в Черкасах. Тут, у місцевому драматичному театрі продовжилася його творча біографія.
До останнього працював в театрі, грав у всіх виставах, готував прем'єри.
Помер у 1960 році.